# بیل کار
بیل کار (انگلیسی: Bill Carr; ۲۴ اکتبر ۱۹۰۹ – ۱۴ ژانویهٔ ۱۹۶۶) دونده اهل ایالات متحده آمریکا بود.
وی در مسابقات کشوری و بین‌المللی در مجموع برندهٔ ۲ مدال طلا شده‌است.